# Norbert Nischkauer
Norbert Nischkauer (* 24. Dezember 1941 in Wien; † 26. Oktober 2011 ebenda) war ein österreichischer Funktionär im Energiewesen, Gewerkschafter und Operettenforscher.

## Leben und Wirken
Norbert Nischkauer war beruflich bei der Verbund AG tätig. Er wurde dort 1974 zum Zentralbetriebsratsvorsitzenden und 1978 zum Vizepräsidenten des Aufsichtsrats gewählt. Von 1993 bis 2001 war er Mitglied des Bundespräsidiums der Gewerkschaft der Privatangestellten. Ab 1993 führte er die Kollektivvertragsverhandlungen für die Beschäftigten in den Energieversorgungsunternehmen. Seit 2001 war er Vorsitzender des Wirtschaftsbereichs Energie.
Von besonderer Bedeutung war sein Engagement als Forscher im Bereich der gehobenen Unterhaltungsmusik Wiens. Mit seiner lebenslangen Sammeltätigkeit auf diesem Gebiet schuf er ein umfangreiches Archiv, insbesondere von Notenmaterial Wiener Operettenkomponisten. Nischkauer gründete 2001 die Wiener Internationale Operetten Gesellschaft, als deren Ziel gilt, die Kunstgattung der Operette zu fördern und zu pflegen sowie das Interesse für die internationale Operette in allen Kreisen der Bevölkerung zu wecken bzw. zu fördern. Er stellte dazu oft Notenmaterial aus seiner Privatsammlung zur Verfügung und war in Kontakt mit Musikern und Dirigenten, wie z. B. Christian Pollack und Ernst Märzendorfer. Mit einem Laienorchester, dem „Musikverein Symphonia“, veranstaltete er in Wien regelmäßig Konzerte.
Sein Archiv befindet sich inzwischen in Schloss Traismauer. Mit Unterstützung des Landes Niederösterreich, der Niederösterreich Kultur und der Stadtgemeinde Traismauer wird dieses Archiv nun als Museum weitergeführt. Nischkauer hat an Werkverzeichnissen verschiedener Komponisten mitgearbeitet.

## Ehrungen
- Berufstitel Professor
- Goldenes Verdienstzeichen der Republik Österreich